# デヴィル・ウェアーズ・プラダ

デヴィル・ウェアーズ・プラダ(The Devil Wears Prada)とは、オハイオ州 デイトン出身のクリスチャン・メタルコアバンドである。バンド名は小説「プラダを着た悪魔」から取った。

## メンバー

### 現在のメンバー
- マイク・フラニカ / Mike Hranica（スクリームヴォーカル）
- ジャレミー・デポイスター / Jeremy DePoyster（ギター & クリーンヴォーカル）
- カイル・シプレス / Kyle Sipress（ギター）
- ジョナサン・ゲーリング / Jonathan Gering（キーボード）
- ジュゼッペ・カポルポ / Giuseppe Capolupo（ドラム）
- メイソン・ナジ / Mason Nagy（ベース）

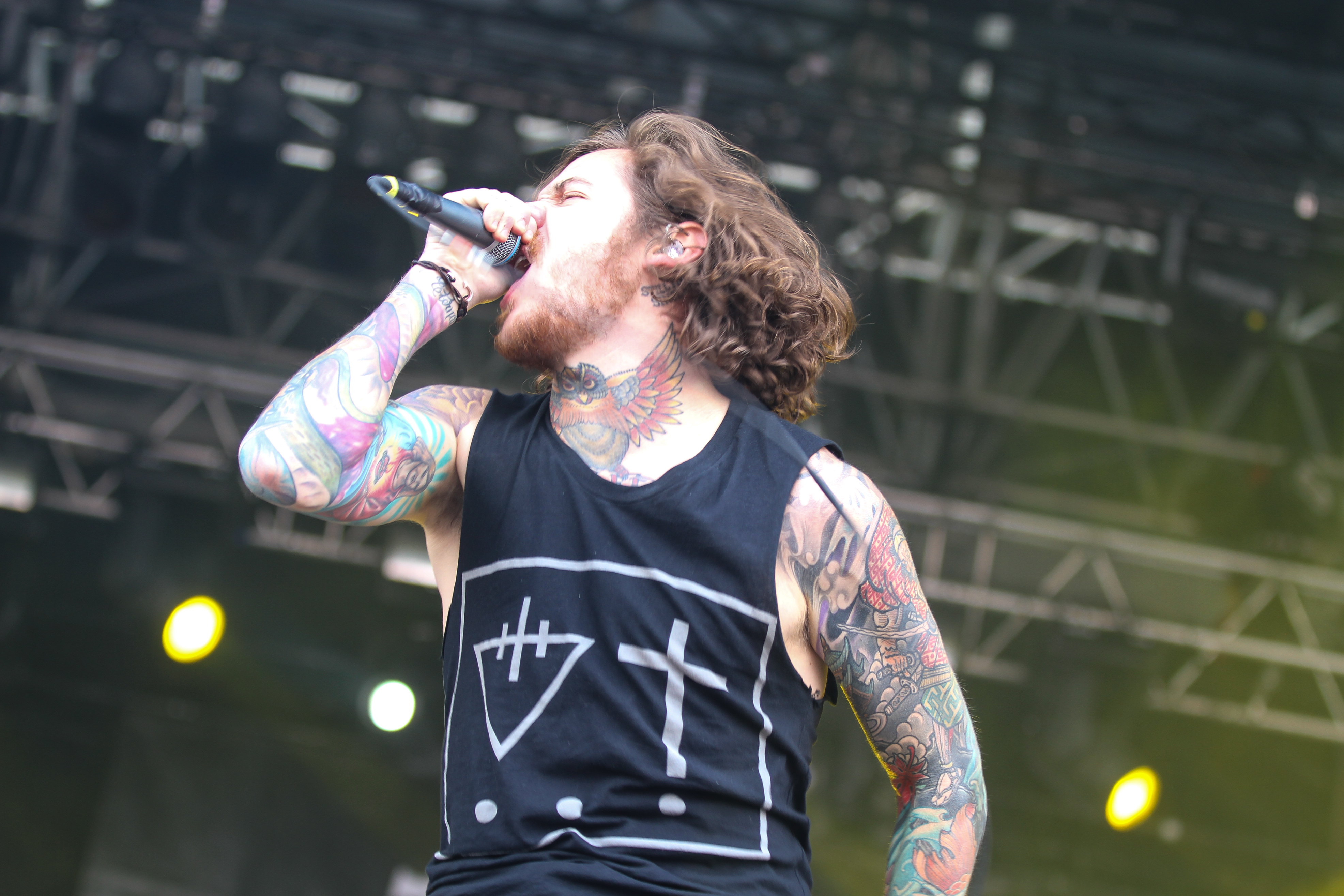
マイク・フラニカ

### 過去のメンバー
- ジェイムス・ベイニー / James Baney（キーボード）
- クリス・ルービー / Chris Rubey（ギター）
- ダニエル・ウィリアムス / Daniel Williams（ドラム）
- アンディ・トリック / Andy Trick（ベース）

## バイオグラフィー
- 2005年 「Patterns of a Horizon」というタイトルのデモ曲を発表
- 2006年8月22日 1stアルバム「Dear Love: A Beautiful Discord」を発表
- 2007年8月21日 2ndアルバム「Plagues」に発表。このアルバムが全米ビルボードアルバムチャートにて最高57位を記録する[1]。
- 2008年1月19日 日本国内版として1stアルバムと2ndアルバムをセットにした「Plagues＋Dear Love: A Beautiful Discord」が発売される。
- 2009年
  - 5月5日  3rdアルバム「With Roots Above and Branches Below」を発表。ビルボードアルバムチャートにて初登場11位を記録する。
  - 6月24日にはTriple visionより、同アルバムの日本国内盤も発売された。
- 2010年8月 サマーソニック出演の為、初来日を果たし、24日にはミニアルバム「Zombie EP」もリリースされた。
- 2011年9月13日 4thアルバム「Dead Throne」を発表。
- 2013年9月11日 5thアルバム「8:18」を発表。

## 特徴

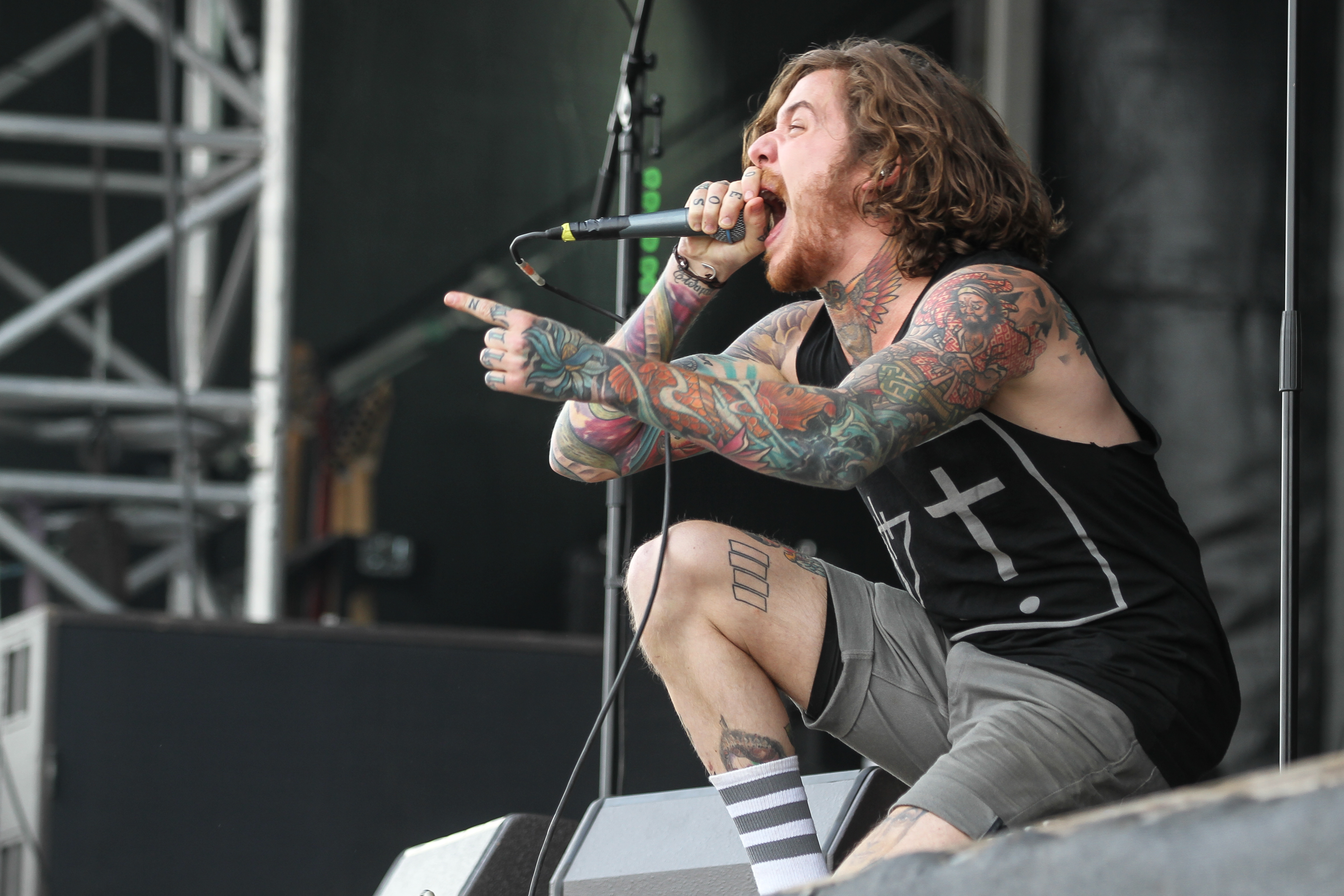
マイク・フラニカ（2013年）

マイクのシャウトとジャレミーのクリーンボーカルを使い分ける、いわゆる「メタルコア」と呼ばれるサウンドで、シンフォニックなキーボードやメタリックなギターリフが特徴的だが、サビのクリーンパートからは「エモ」の影響が色濃く感じられる。なお、影響を受けたアーティストとして、「Underoath」や「Still Remains」等を挙げている。

## トリビア
- フロントマンのマイクは、「Shipshape Clothing」という名の洋服ブランド会社を経営しており、その売上げの一部をチャリティー活動に寄付している。

## ディスコグラフィー

### アルバム
| タイトル                            | 発売日        | 販売レーベル                      | 全米アルバムチャート最高位 |
| ----------------------------------- | ------------- | --------------------------------- | -------------------------- |
| Dear Love: A Beautiful Discord      | 2006年8月22日 | Rise Records                      | -                          |
| Plagues                             | 2007年8月21日 | Rise Records                      | 57位                       |
| With Roots Above and Branches Below | 2009年5月5日  | Ferret Records                    | 11位                       |
| Dead Throne                         | 2011年9月13日 | Ferret Records/Roadrunner Records | 10位                       |
| 8:18                                | 2013年9月11日 | Roadrunner Records                | -                          |

### シングル
| 発表年 | 曲のタイトル                      | 収録アルバム                        |
| 2006年 | Dogs Can Grow Beards All Over     | Dear Love: A Beautiful Discord      |
| 2007年 | Hey John, What's Your Name Again? | Plagues                             |
| 2008年 | HTML Rulez d00d                   | Plagues                             |
| 2009年 | Danger: Wildman                   | With Roots Above and Branches Below |
| 2010年 | Assistant to the Regional Manager | With Roots Above and Branches Below |

### EP
- Zombie EP (2010)

### デモ
- Patterns of a Horizon(2005)